# Cerithium africanum
Cerithium africanum is een slakkensoort uit de familie van de Cerithiidae. De wetenschappelijke naam van de soort is voor het eerst geldig gepubliceerd in 1992 door Houbrick.